# Sónia Hermida
Sónia Hermida (5 de agosto de 1982) é uma actriz luso-espanhola.
A atriz, de nacionalidade espanhola, deu nas vistas em Portugal quando atuou na novela da TVI Mistura Fina, no papel da sensual Paloma. Foi com esse papel, em 2005, que atingiu o auge da sua carreira em Portugal. Posteriormente, no ano seguinte, fez uma participação no sucesso da SIC Floribella, e alcançou o segundo lugar no reality show Circo das Celebridades, mas nem isso a salvou de vir a ser esquecida. O seu último trabalho foi em 2008, numa curta aparição na série da RTP Liberdade 21.